# Alte
Alte est un village (freguesia) du Portugal situé dans la municipalité de Loulé, district de Faro, en Algarve. À environ 20 km de la côte sud, il est souvent considéré comme le village le plus typique d'Algarve avec ses maisons blanchies à la chaux aux fenêtres et façades enrichies de bordures colorées, les cheminées traditionnelles et ses allées pavées.
Le poète portugais Cândido Guerreiro y est né en 1871. On peut voir à la Fonte Pequena une stèle portant une série de panneaux azulejo avec un portrait de Guerreiro et quelques-uns de ses poèmes, dont le plus emblématique :

« Porque nasci ao pé de quatro montes 

Por onde as águas passam a cantar 

As canções dos moinhos e das fontes, 

Ensinaram-me as águas a falar.
(Parce que je suis né entouré de quatre monts 

Où l'eau coule en chantant 

Les chants des fontaines et des moulins,      

Les eaux m'ont appris à parler.) »

Dans le roman de James A. Michener The Drifters, le chapitre Algarve est sis essentiellement à Alte, recommandé aux personnages par un douanier qui veut qu'ils « connaissent le meilleur du Portugal ».

## Histoire

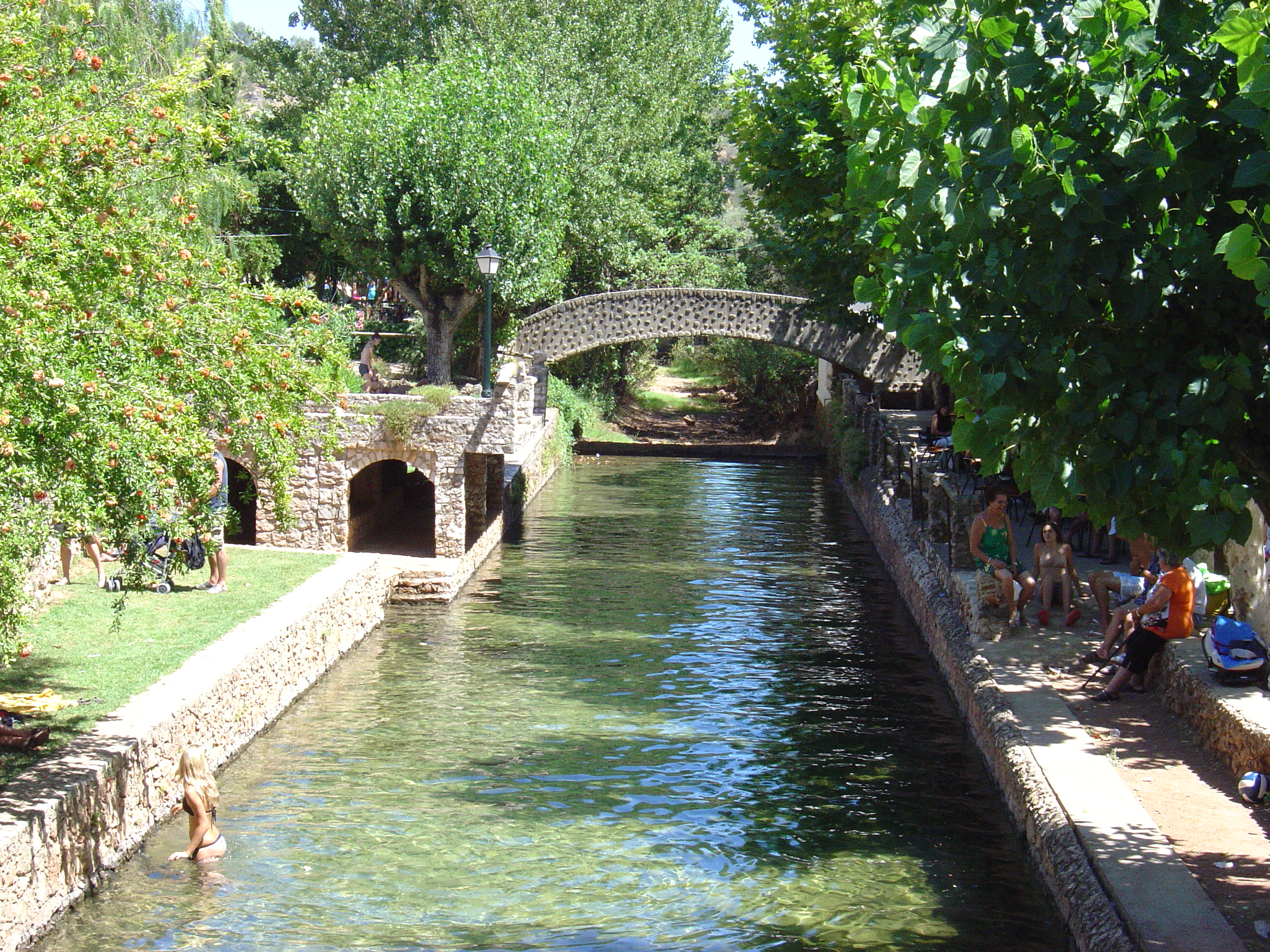
Zone de natation et de loisirs de la Fonte Grande

Alte existe depuis l'occupation romaine.

## Points d'intérêt

### Fonte Pequena et Fonte Grande
Sources de la rivière Alte, elles servaient autrefois à l'approvisionnement en eau des maisonnées du village. De nos jours le Fonte Grande a été aménagée en espace de natation et de loisirs.

### Moulins à eau
Les deux fontaines alimentaient autrefois 9 moulins à eau dans le village. Le seul encore visible en tant que moulin est le moulin (moinho) da Abóboda, datant au moins du XIIIe siècle, avec ses chenaux du XVIIe siècle amenant l'eau à la roue.

### Église principale (Igreja Matriz)

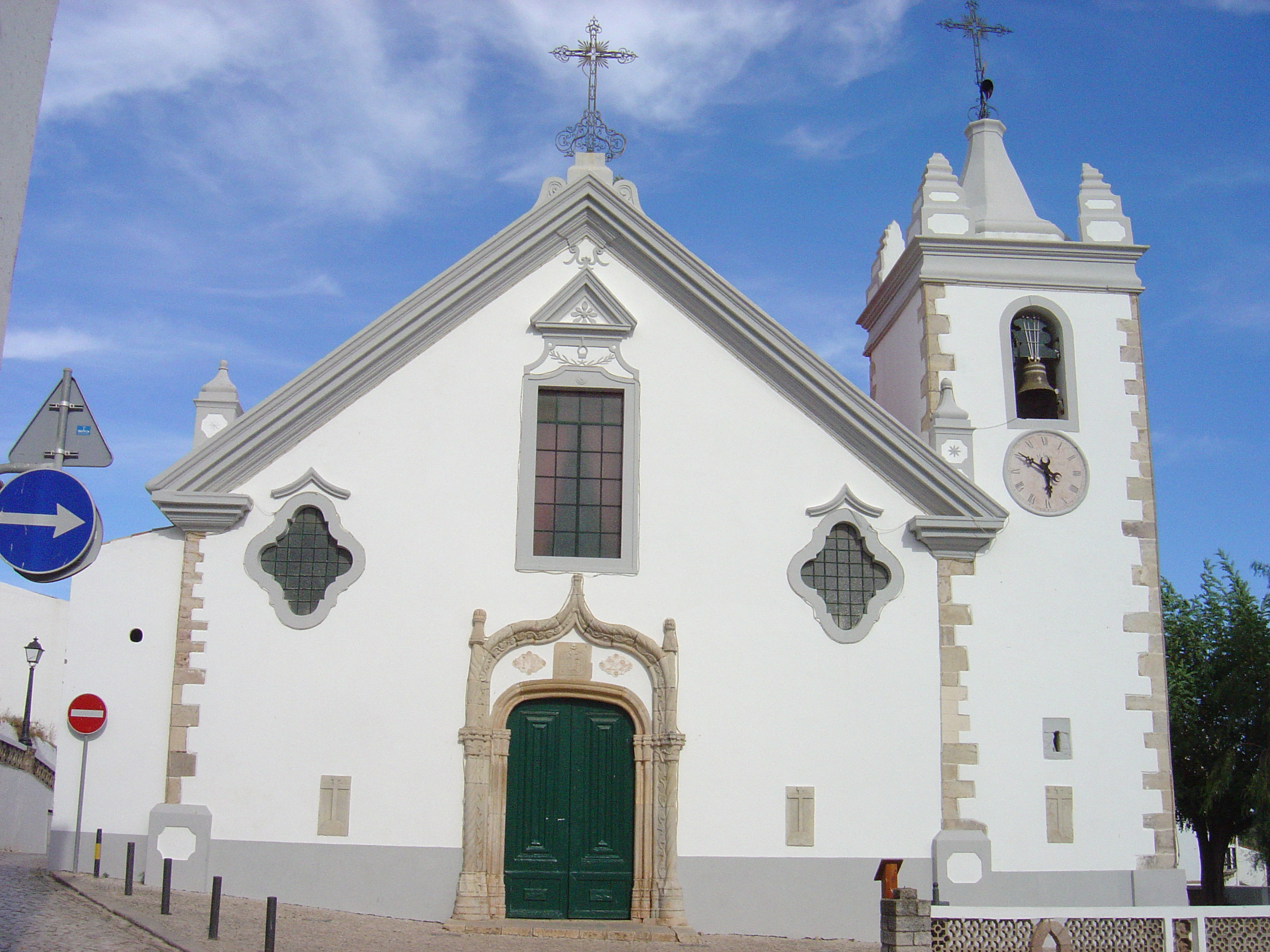
Église principale

Consacrée à Notre-Dame de l'Assomption (Nostra Senora de la Assunção), elle date du XIIIe siècle, du temps du deuxième seigneur d'Alte en remerciement de son bon retour de croisade. Elle a été remaniée de nombreuses fois depuis, surtout aux XVIe et XVIIIe siècles. Elle comporte trois nefs bordées de colonnes courtes et de lignes assez épaisses, habillées de briques. La clôture de chœur a une porte triomphale de style manuélin (XVIe siècle) recouverte en partie de moulures en bois. Des peintures couvrent le plafond voûté, avec des clés de voûte décorées. Des céramiques du XVIIIe siècle couvrent les murs et les voûtes. 

La chapelle de Saint Sébastion (São Sebastião) a de remarquables carreaux de céramique polychrome du XVIe siècle fabriqués à Séville. La chapelle de Notre-Dame du Rosaire (Nossa Senhora do Rosário) et la chapelle Saint Francis (São Francisco) ont des autels du XVIIIe siècle. Celui de la chapelle est également sculpté du blason des comtes d'Alte.

Trois statues remarquables : une de Sainte Thérèse (Santa Teresa) du XVIIe siècle, et deux du XVIIIe siècle de Notre-Dame du Rosaire (Nossa Senhora do Rosário) et de Sainte Marguerite (Santa Margarida). 

Deux fonts baptismaux sont dans le style manuélin.

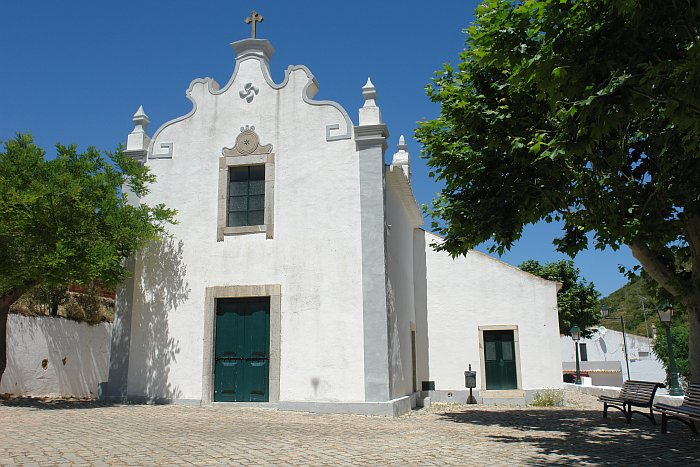
Chapelle Saint Louis (Sao Luis)

### ChapelleSaint Louis (São Luis)
Elle date du début du XVe siècle et a été remaniée plusieurs fois. Son style actuel est celui du XVIIIe siècle. Elle contient une série de quatre peintures de style populaire décrivant la vie de Saint Louis.

### Chute d'eau Queda do Vigário
La petite chute d'eau Queda do Vigário (chute du Vicaire) sur la rivière Alte fait 24 m de hauteur.

### Alentours
- Moulin Águas Frias mill sur la rivière Arade, toujours en activité pour la mouture de grain.
- Petit musée de Malha Ferro, montrant une collection d'outils agricoles et objets domestiques traditionnels.
- Village de Monte Brito et d'Esteval dos Mouros avec leurs cheminées traditionnelles.
- Point panoramique à Rocha de Soídos, avec une grotte adjacente
- Village abandonné de Rocha Amarela.
- Mines de cuivre de Atalaia, Cascalbeira, Sarradas et Cerca da Mina, remontant à la préhistoire
- Nombreux moulins à vent.

## Personnages
- Francisco Xavier Cândido Guerreiro (Alte, 3 décembre 1871 — Lisbonne, 11 avril 1953), dramaturge et poète pós-symboliste.

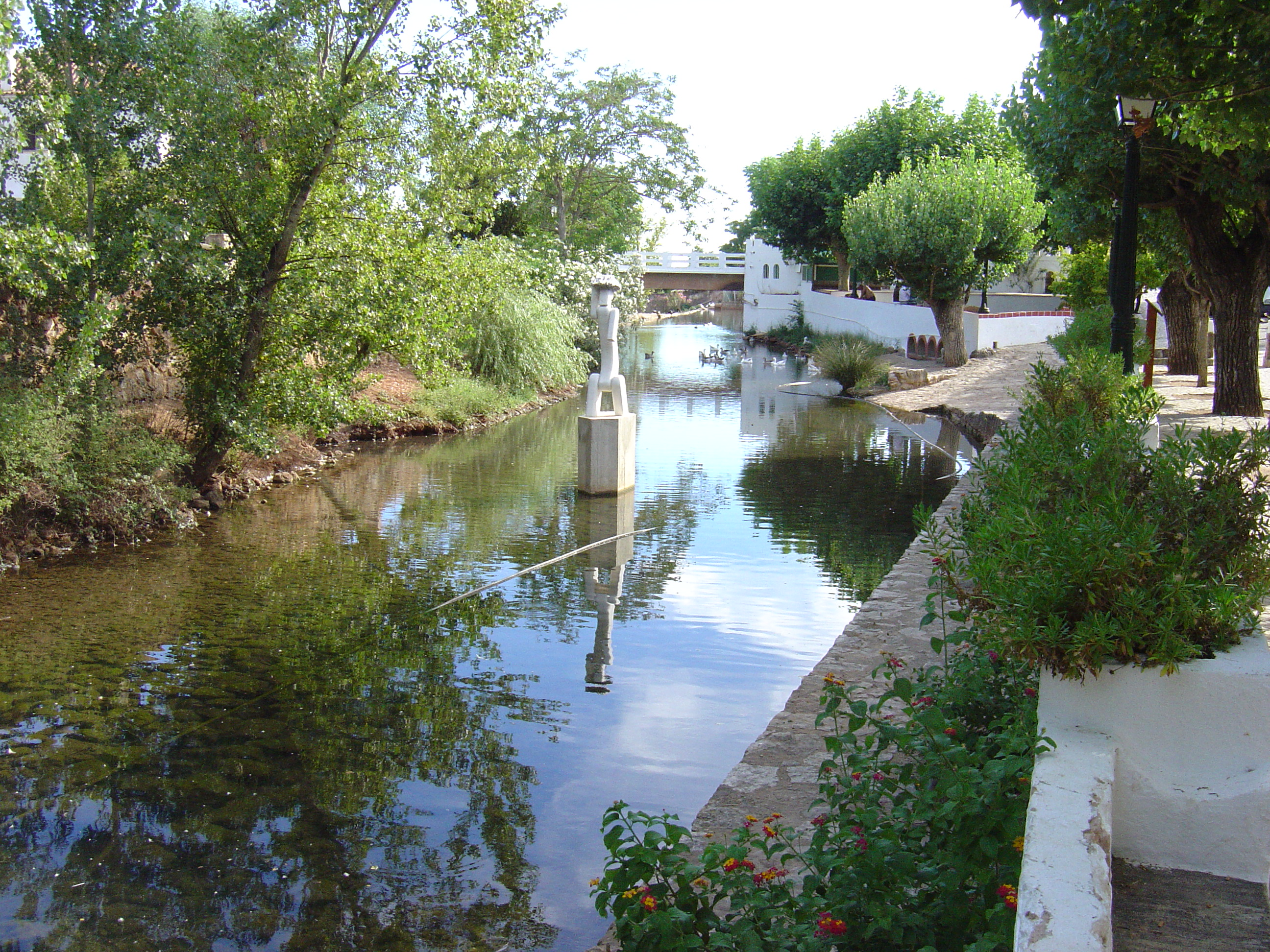
Lit de la Fonte Pequena ("Petite Fontaine")
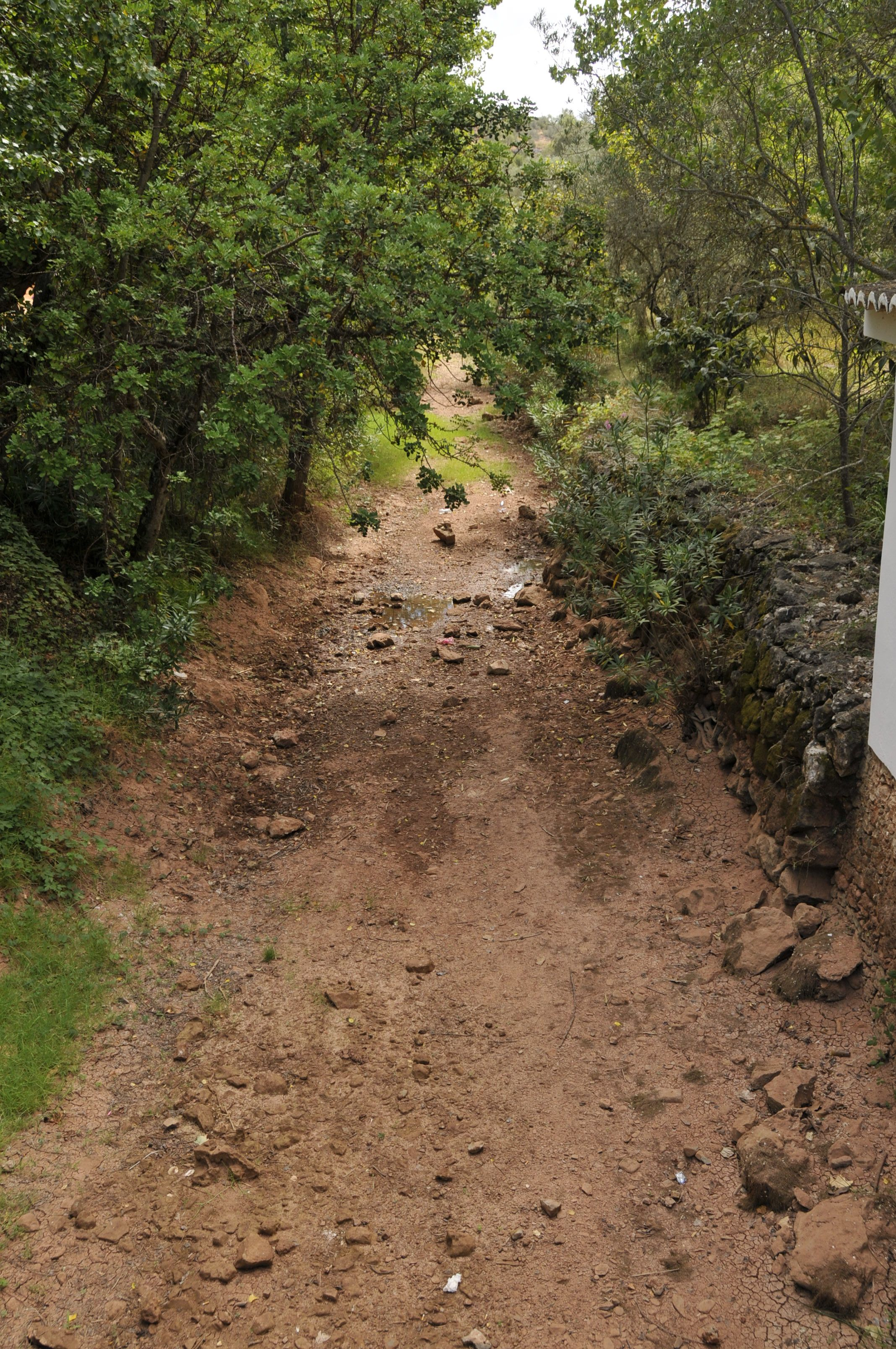
Fonte Pequena
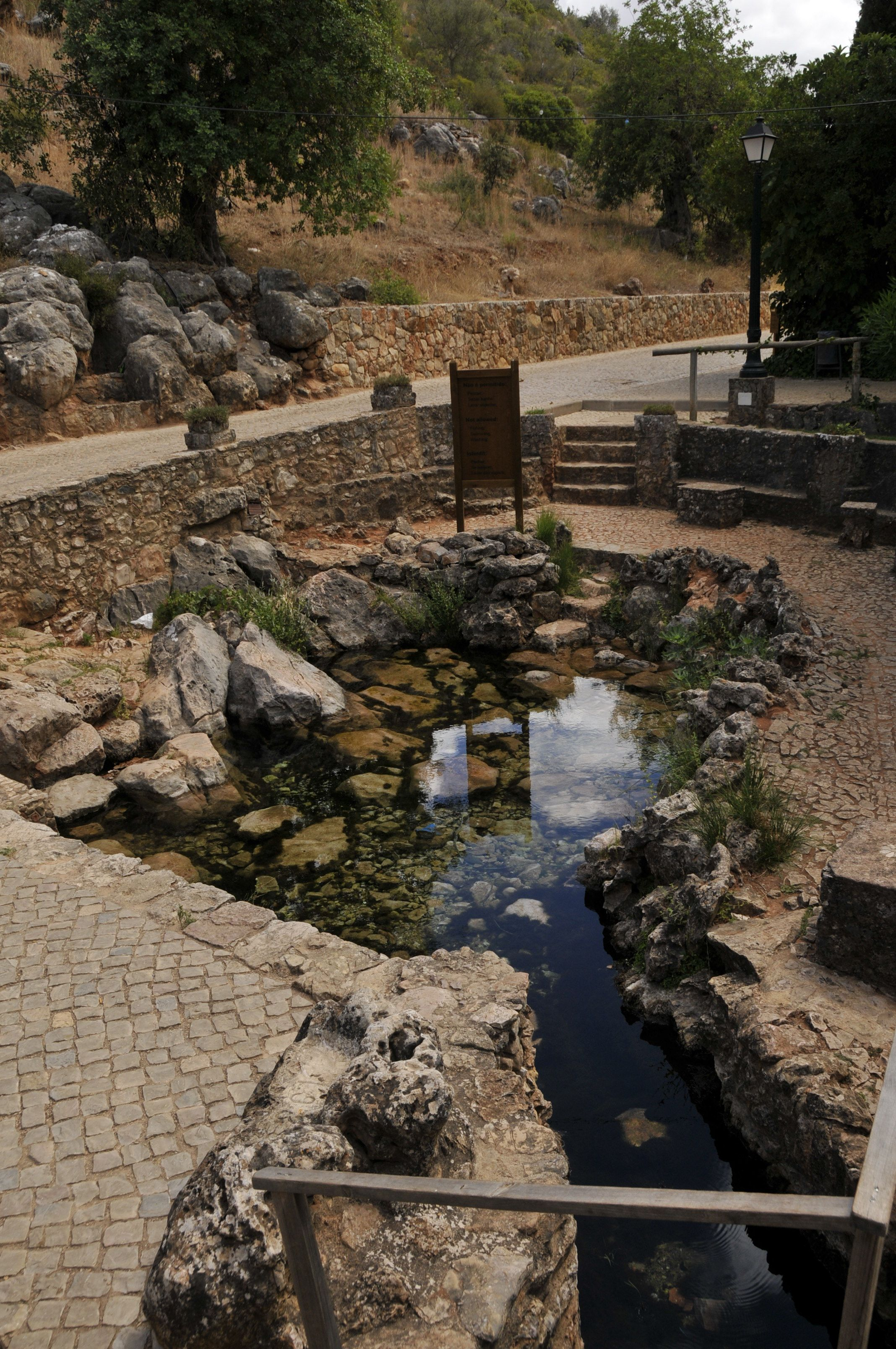
La Fonte Grande ("Grande Fontaine")
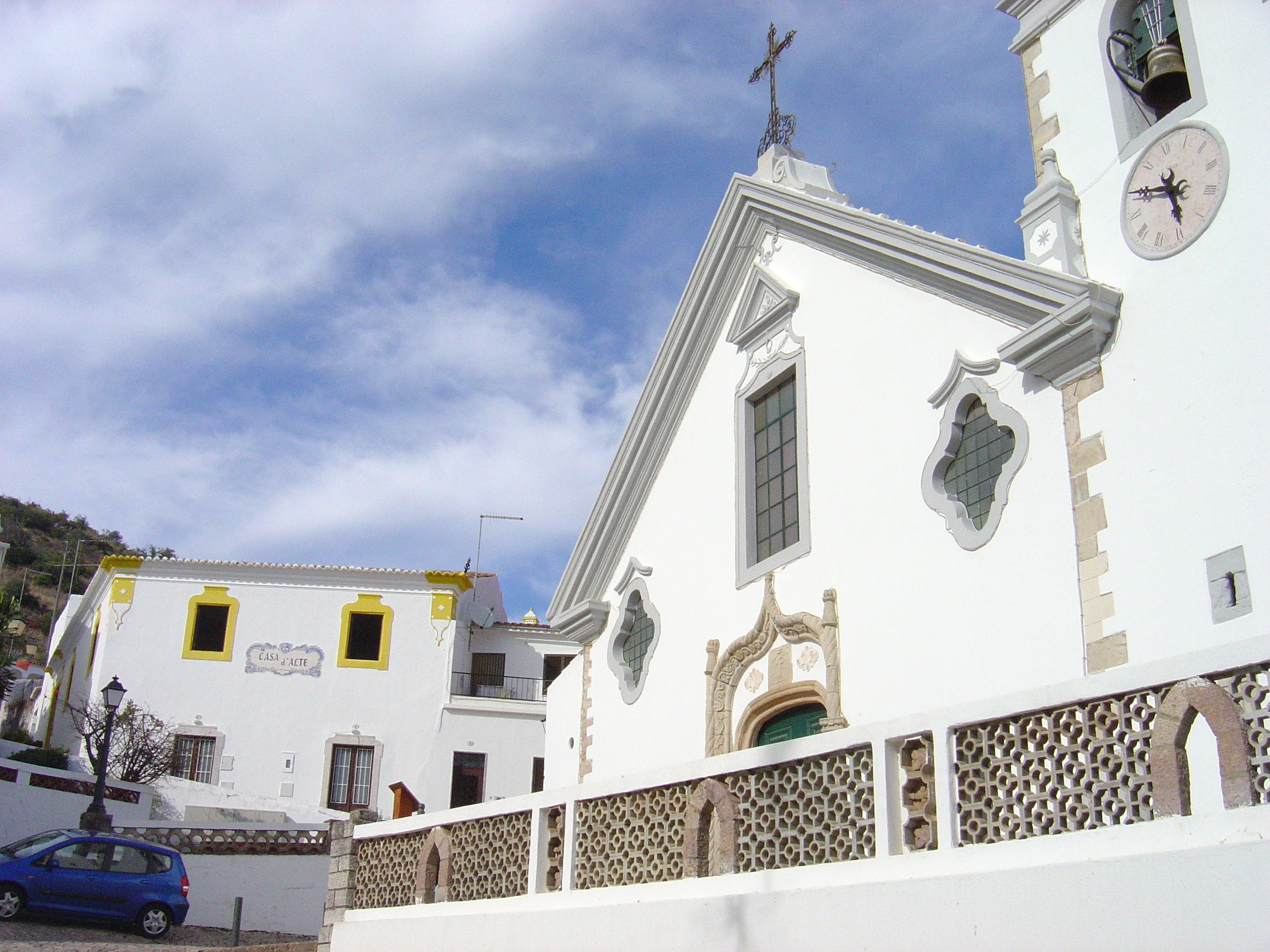
Sortie de l'église principale
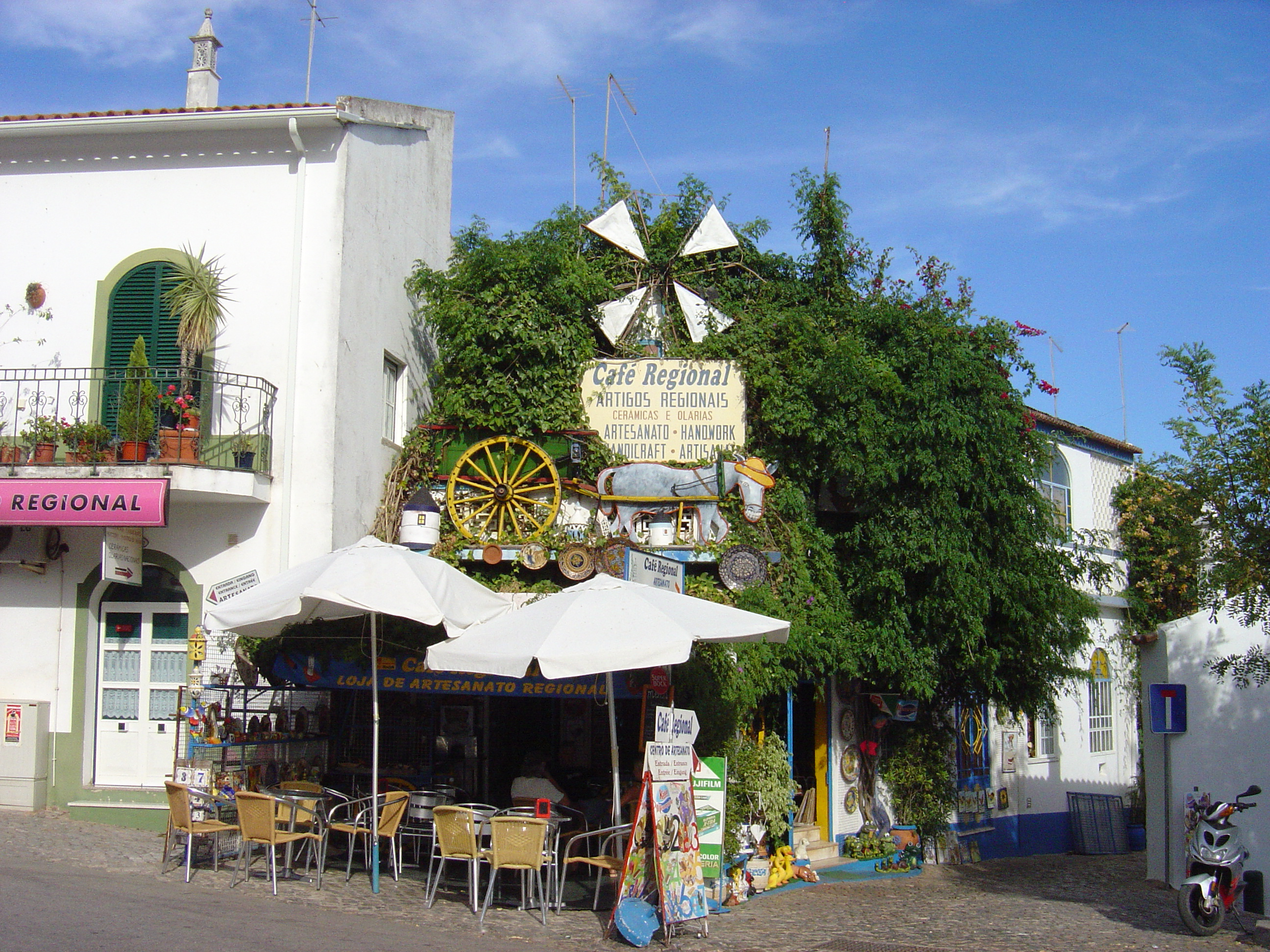
"Café Regional"
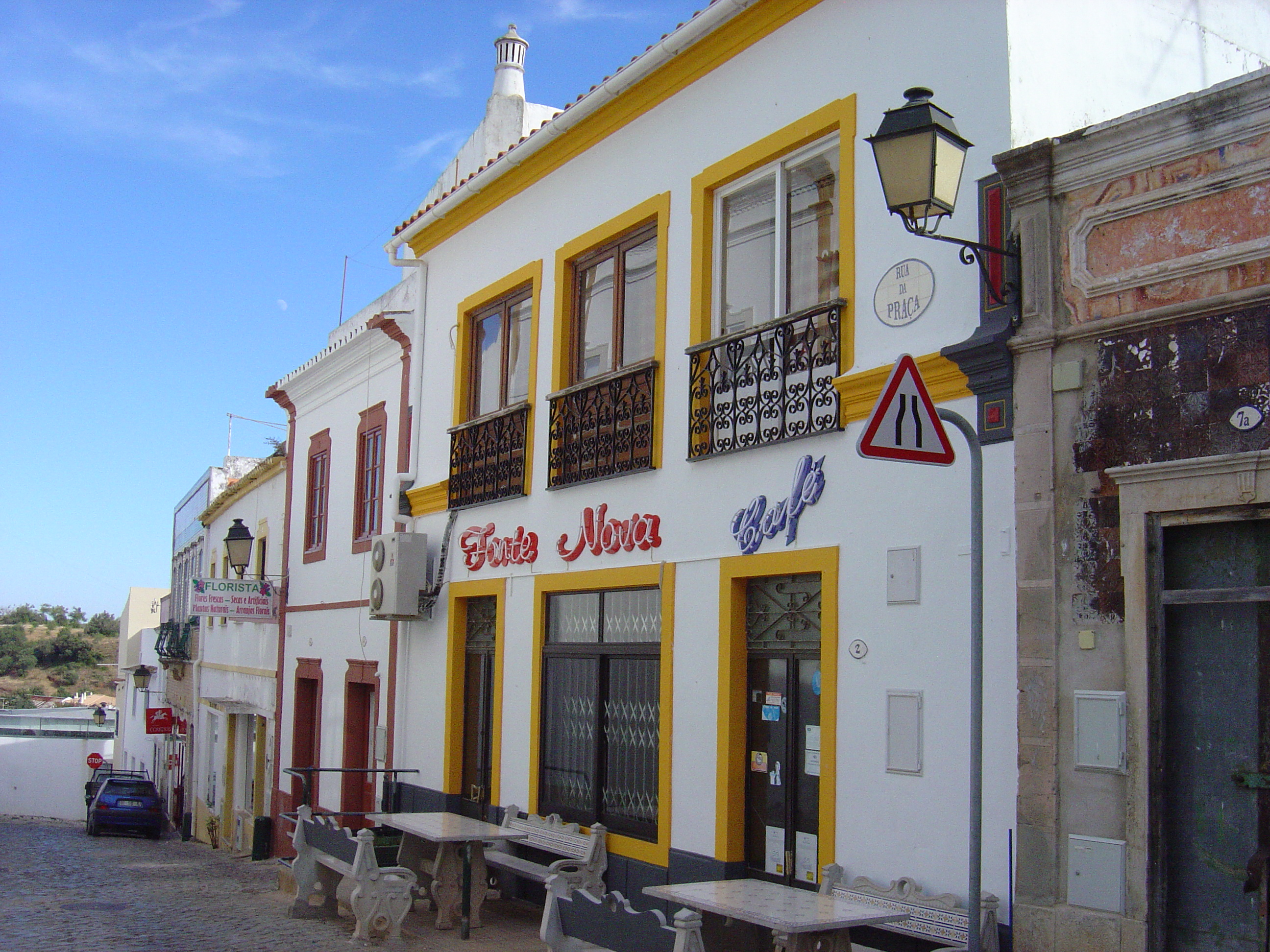
Café "Forte Nova"
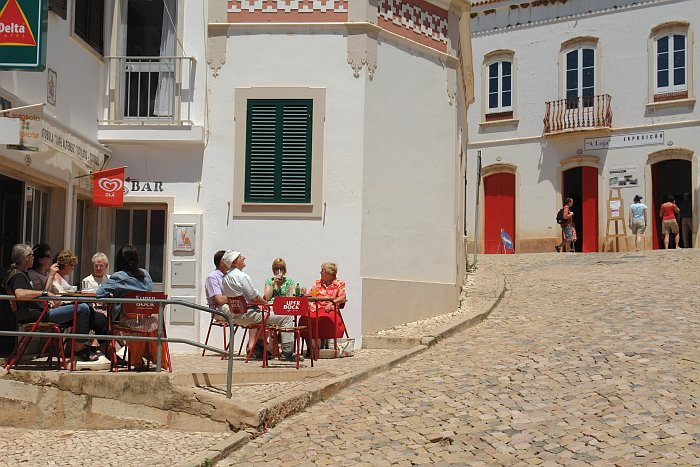
Café, rues pavées et maisons typiques
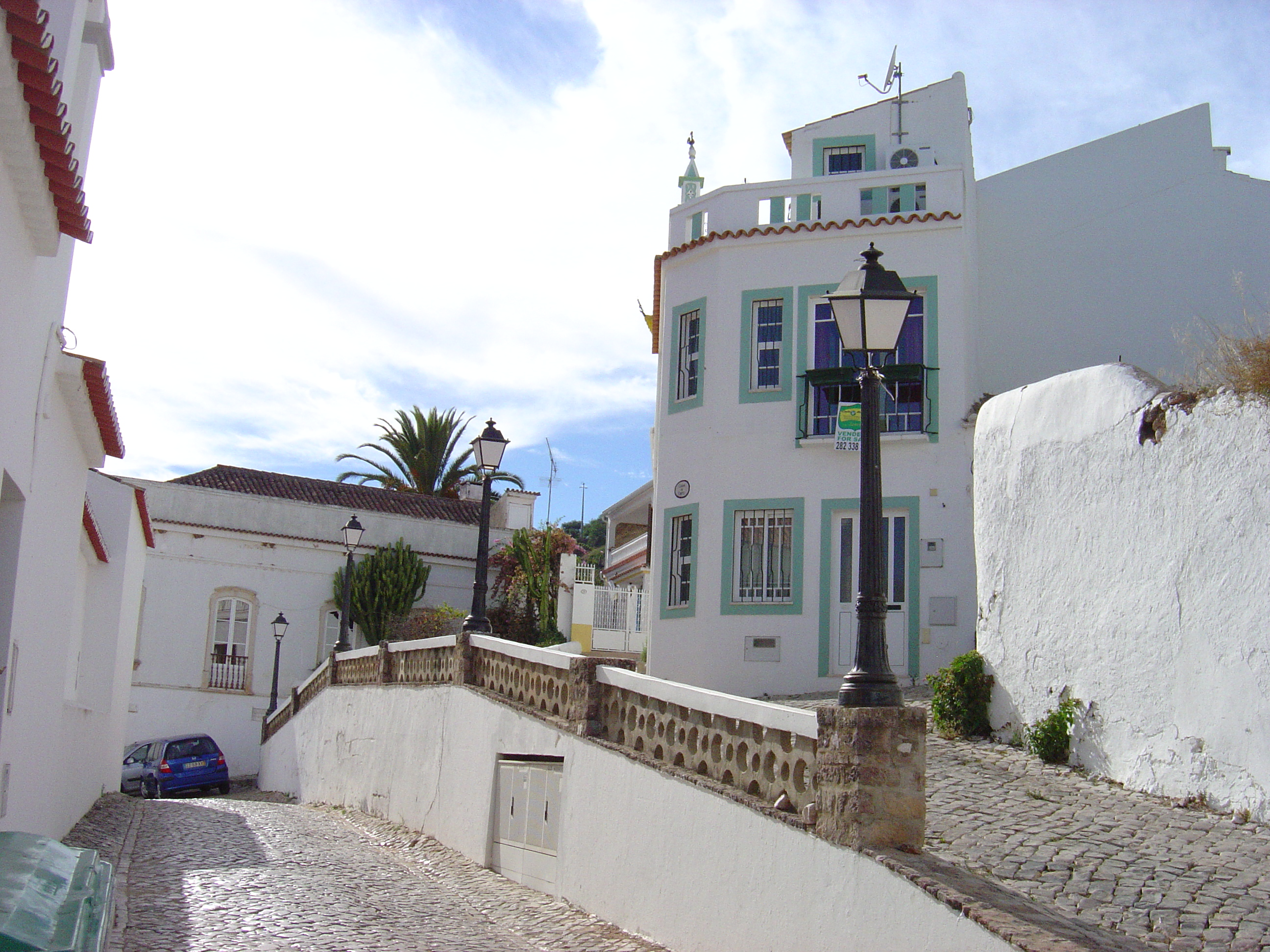
Une rue de Alte
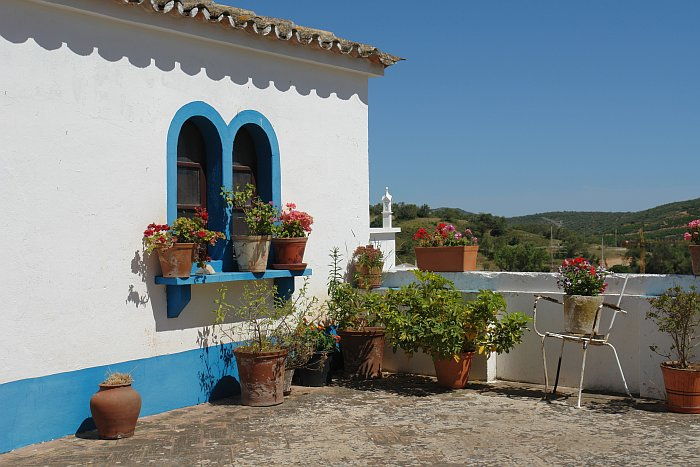
L'horizon des collines, d'un coin de terrasse
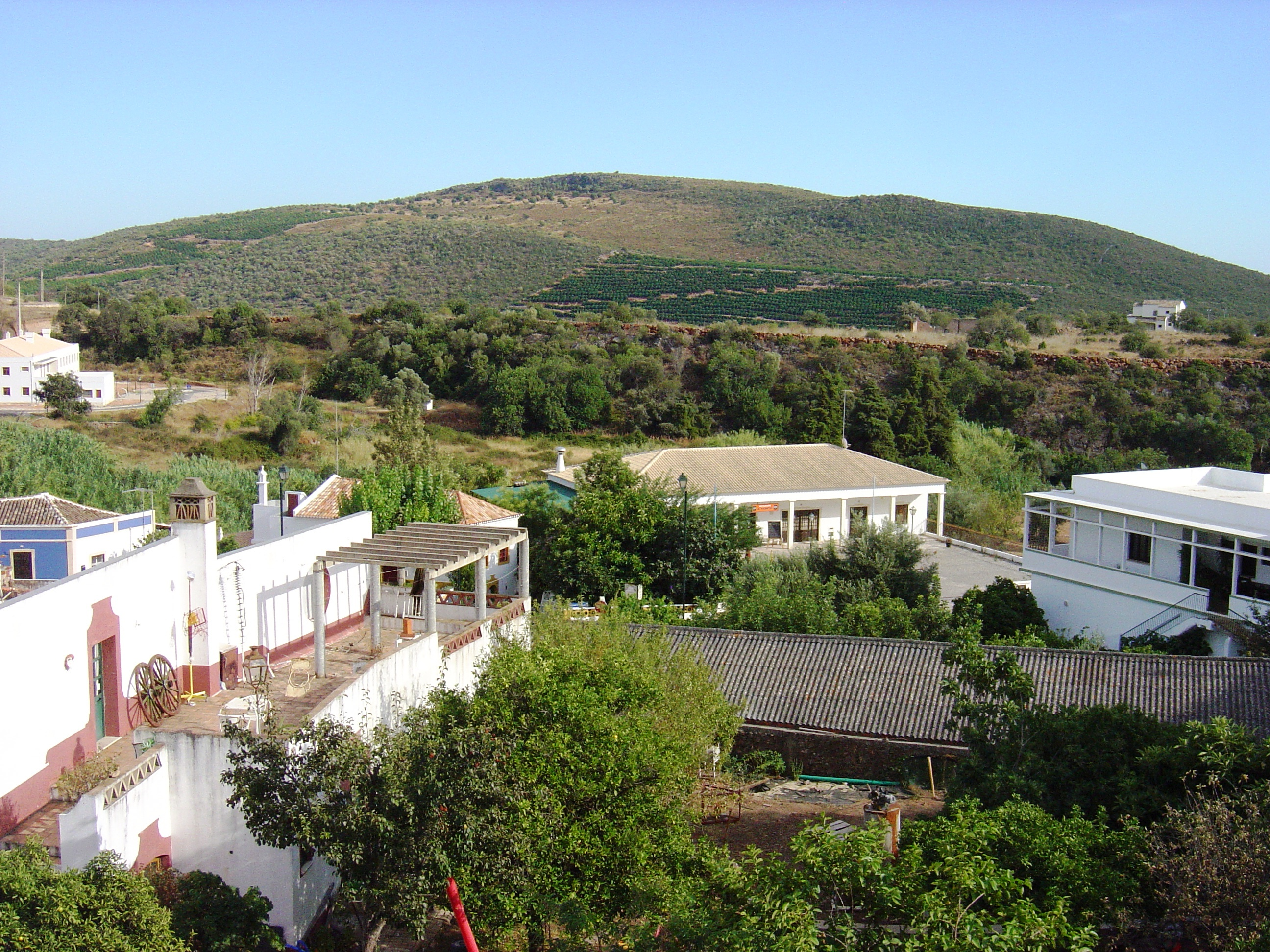
Les collines de Alte

## Tourisme
Il y a un carnaval en février.

## Transport
Le village est sur la R124.